# بتروم (المغرب)
بتروم هي شركة لتوزيع المحروقات في المغرب، وهي تتوفر على أكثر من 250 محطة وقود في المغرب.

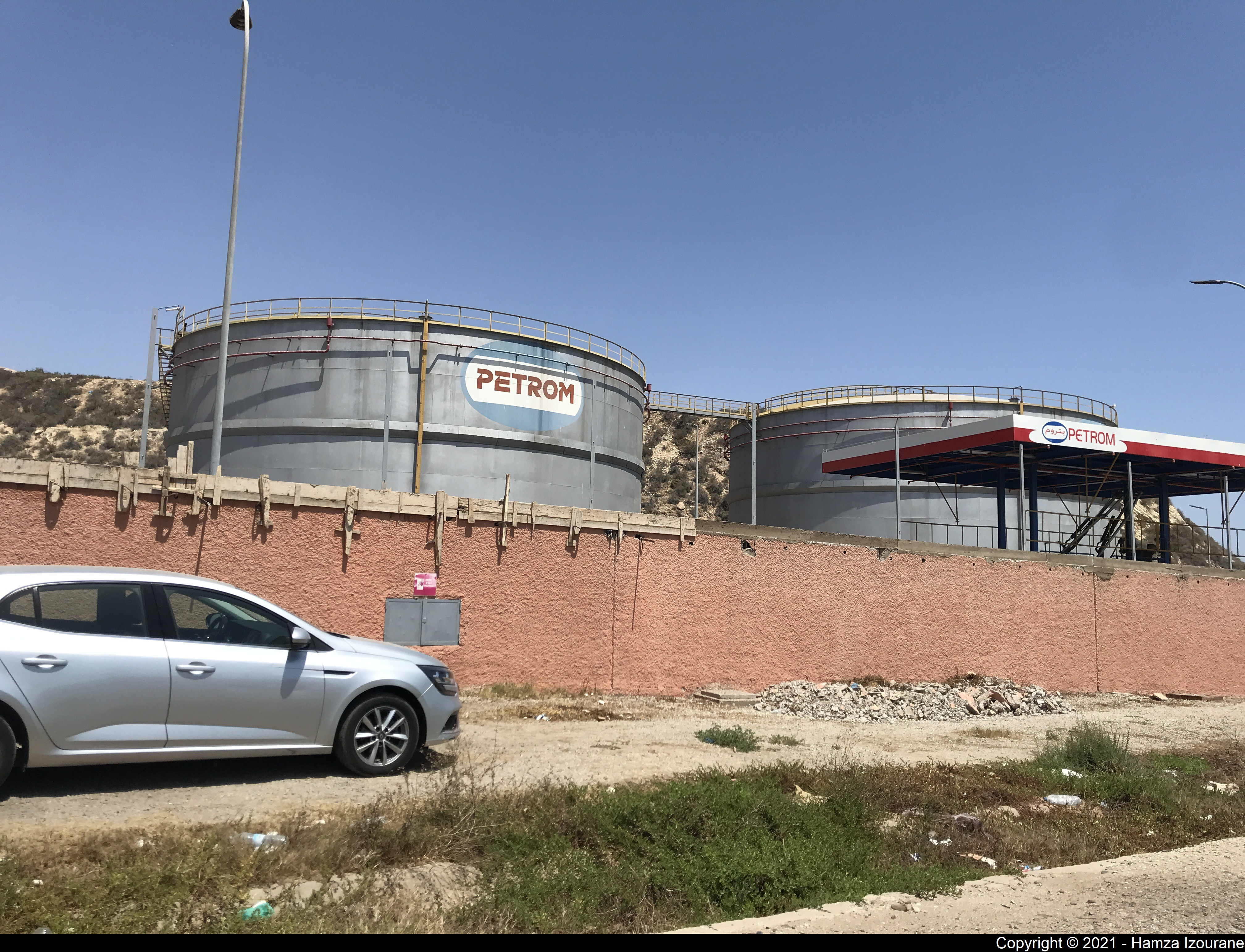
مستودع للتخزين خاص بشركة بتروم في أنزا أكادير

## برنامج الوفاء
تتوفر بتروم على برنامج للوفاء مجاني، يسمح للزبناء بجمع النقاط في كل مرة يتزودون بها بالوقود في إحدى محطات بتروم.

## الخدمات
- توزيع المحروقات
- توزيع غاز البوتان وغاز البروبان
- توزيع المواد الكيميائية الخاصة بالقطاع الصناعي